# Música en la Prehistoria
La música prehistórica es aquella que se creaba y se tocaba en la prehistoria, es decir en culturas anteriores a la invención de la escritura.
El estudio de la música en la prehistoria está limitado por los escasos restos arqueológicos relevantes encontrados en yacimientos arqueológicos y tiene en la etnología musical o musicología comparada (la comparación de la música de pueblos originarios actuales con la que pudieron realizar en las culturas prehistóricas) una de sus principales técnicas de estudio, junto con análisis cognitivos y de comportamiento, estudios anatómicos y del registro arqueológico.

## Instrumentos prehistóricos

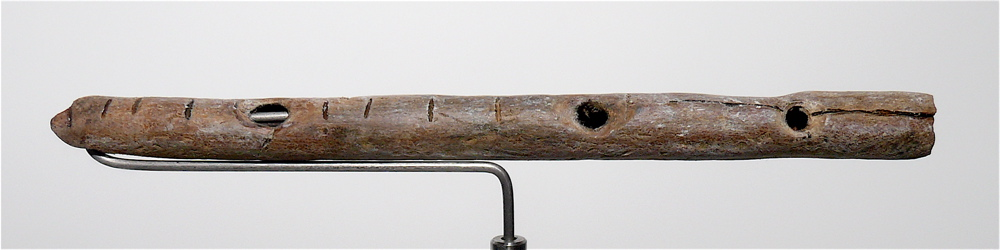
Flauta auriñaciense elaborada sobre hueso de animal, yacimiento de Geissenklösterle (Suabia, Alemania).

En un yacimiento de Mezin, (Ucrania), se hallaron seis huesos de mamut con señales de haber sido perforados. Estaban dentro de un conjunto con piezas de marfil que habían sido decoradas con ocre, mazos y otros elementos similares. La discusión sobre su uso aún sigue abierta. También se han hallado sonajeros realizados con huesos o con semillas, así como caracolas y cuernos que se piensa que se utilizaban para ser soplados y producir sonido. En yacimientos europeos se han encontrado, sobre todo, flautas, silbatos y posibles bramaderas, estas últimas realizadas en hueso o en madera. Hay piezas encontradas en contextos que les dan 30 000 años de antigüedad. Estaban realizados en huesos cortos, como falanges, y producían sonido al soplar por ellos.
La flauta más antigua aceptada como tal por la comunidad científica hasta mayo de 2012, es una pieza realizada a partir de un cúbito de cisne, datada en 36 000 años AP en el yacimiento de Geissenklösterle, en Alemania. Aunque se le estima una longitud de 17 centímetros, solo se conservan 12. Presenta tres orificios que han sido realizados con algún tipo de instrumento. En este mismo yacimiento, en 2009, se halló una flauta realizada sobre el radio de un buitre y otra en marfil de mamut. Una datación sobre estas dos piezas ha revelado una edad de 43 000 años, con lo que han pasado a ser consideradas como el vestigio más antiguo de instrumento musical. Este yacimiento está asociado a Homo sapiens.
En 1995 se encontró en el yacimiento en cueva de Divje Babe, en Eslovenia, una flauta con una antigüedad de unos 45 000 años, aunque recientemente se ha propuesto una datación de 43 100 años. Está realizada en un fémur de oso de las cavernas. Por el contexto en el que fue localizado, este instrumento ha sido asociado a Homo neanderthalensis, pero esta interpretación es polémica porque muchos investigadores sólo atribuyen capacidades simbólicas y artísticas a Homo sapiens.

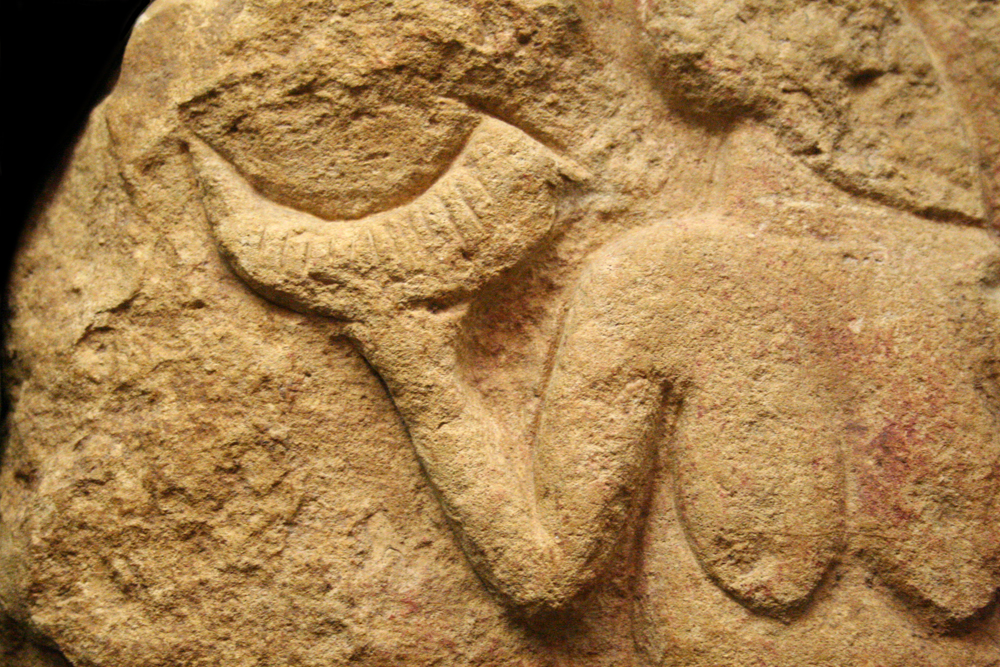
Muchos arqueólogos identifican el cuerno que sostiene la Venus de Laussel en la mano derecha como un instrumento idiófono.

En 2008, los arqueólogos descubrieron una flauta de hueso en la cueva Hohle Fels, cerca de Ulm, Alemania. La flauta tiene una boquilla en forma de V y cinco agujeros. Está realizada con un hueso de ala de buitre. En la misma zona se han hallado varios instrumentos más, con una datación de 35 000 años. La flauta de Hohle Fels fue encontrada al lado de las venus de Hohle Fels.
La Venus de Laussel, por ejemplo, sujeta un cuerno en una de sus manos. Son este tipo de representaciones artísticas las que señalan la evidencia del uso de instrumentos musicales y su importancia dentro de la vida cotidiana de estas poblaciones. En concreto, la flauta de hueso de ave (buitre, cigüeña, garza, grulla) fue un instrumento campesino, especialmente popular entre los pastores trashumantes, en toda Eurasia, hasta principios del siglo XX.